# Dalheimer Sommer
Der Dalheimer Sommer ist ein mehrwöchiges Theater- und Musikfestival, das seit 1996 in dem ehemaligen Kloster Dalheim im westfälischen Kreis Paderborn veranstaltet wird. Im Sommer finden im zweijährlichen Turnus rund ein Dutzend Veranstaltungen statt. Auf dem Programm stehen Theater, Konzerte und Lesungen. Veranstalter des Festivals sind die Stiftung Kloster Dalheim und der Verein der Freunde des Klosters Dalheim e.V.

## Geschichte
Das Festival Dalheimer Sommer wurde 1996 als Initiative des Vereins der Freunde des Klosters Dalheim e.V. gegründet. Ziel war es, das ehemalige Augustiner-Chorherrenstift – seit 1979 im Besitz des Landschaftsverbandes Westfalen-Lippe (LWL) – als überregionales Kulturzentrum zu etablieren. Das hochkarätige Programm im historischen Ambiente der Klosteranlage garantiert einzigartige Festivalmomente mit dem Flair einer Landpartie.
Das Kloster Dalheim ist seit mehr als 500 Jahren ein Ort der Kultur und insbesondere der Musik. Eine großflächige Wandmalerei im Chor der mittelalterlichen Kirche zeugt bis heute von der Musikliebe der Augustiner-Chorherren. Sie zeigt einen himmlischen Chor aus singenden, Harfe und Orgel spielenden Engeln. Zur Ausstattung der barocken Dalheimer Klosterkirche gehörte eine Springladen-Orgel des westfälischen Orgelbauers Johann Patroclus Möller aus dem 17. und 18. Jahrhundert, heute die größte Barockorgel Westfalens. Sie befindet sich seit der Auflösung des Klosters 1803 in der Pfarrkirche St. Johannes Baptist (Borgentreich).

## Programm
Die Spielzeiten stehen traditionell unter einem Motto, das sich seit 2006 thematisch an das Jahresprogramm des Museumsbetriebs der Stiftung Kloster Dalheim. LWL-Landesmuseum für Klosterkultur anlehnt. 2024 feierte der Dalheimer Sommer seine 25. Spielzeit unter dem Motto „Lachen“.

### Schauspiel
Inszeniert wurden in den vergangenen Jahren zum Beispiel Molière/Lullys „Der Bürger als Edelmann“ als barocke Oper (2007), Johann Wolfgang von Goethes „Faust – Der Tragödie erster Teil“ (2008) oder Hugo von Hofmannsthals „Jedermann“ (2011), Gotthold Ephraim Lessings „Nathan der Weise“ (2012) oder Friedrich Schillers „Don Karlos“ (2015). Die Intendanz legte traditionell Wert auf eine klassische, werktreue Inszenierung, die die fortwährende Aktualität der historischen Werke aufzeigt. Seit Beginn des Festivals bestand eine enge Kooperation mit der Studiobühne der Universität Paderborn, die jährlich einen Teil des Ensembles stellte. Seit der Jubiläumsspielzeit 2016 geht das Festival beim Theater mit außergewöhnlichen Interpretationen von Klassikern unkonventionelle Wege. 2016 präsentierte die Batzdorfer Hofkapelle unter dem Titel „Liebeswahn“ eine interaktive Oper mit Werken von Georg Friedrich Händel. Das Holzhausen-Quartett zeigte William Shakespeares „Ein Sommernachtstraum“ (2017) und „Viel Lärm um nichts“ (2018) als Kammer-Musicals.
Seit 2020 verlagert der Intendant Harald Schwaiger den Fokus auf das zeitgenössische Schauspiel. Gemeinsam mit dem Organisten Christian Drengk brachte er Walter Jens’ Schauspiel „Judas“ auf die Bühne. In der darauf stattfindenden Spielzeit produzierte Schwaiger „Mephisto. Schauspiel nach Klaus Mann“ als Ein-Personen-Stück. 2024 lag der Schwerpunkt auf der Dalheimer Sommer-Eigenproduktion „Blues Brothers – unterwegs im Auftrag des Herrn“. Die Bühnenshow mit Live-Band orientierte sich an der gleichnamigen Kult-Komödie.
Das Ensemble AustroPott präsentierte „Der Gott des Gemetzels“ von Yasmina Reza und die französische Komödie „Das Abschiedsdinner“ (2022) von Matthieu Delaporte und Alexandre de la Patellière. Bettina Hoppe (Berliner Ensemble) spielte „Die Frau, die gegen Türen rannte“ (2022). Erstmals gab es 2022 mit „Emil und die Detektive“ eine Theatervorstellung für Familien vom Kinder- und Jugendtheater Dortmund (KJT). Mit „Viele Grüße, deine Giraffe“ nach dem Buch von Megumi Iwasa gastierte das KJT 2024 erneut.

### Konzerte
Die Konzertreihe des Dalheimer Sommers präsentiert Alte Musik ebenso wie Jazz. 2022 gastierten das Kammerorchester Hannover (Leitung: Hans-Christian Euler) und der Pianist Hinrich Alpers mit Klavierkonzerten zum Thema Wiener Klassik, das teatro del mondo unter der Leitung von Andreas Küppers, die Mädchenkantorei am Paderborner Dom und das Jan Luley Trio gemeinsam mit Brenda Boykin, Ryan Carniaux und Thomas L’Etienne im Kloster Dalheim.
2024 war das Quartett Brassfabrik 4.0 zu Gast sowie Dorothea Schupelius (Geige) gemeinsam mit Lucas Huber Sierra (Klavier) und Werken von Mendelssohn, Brahms, Mozart und Korngold.

### Lesungen
Im Laufe der Zeit erweiterte sich der Anteil der Lesungen am Festivalprogramm. 2020 tragen mit Wolfram Koch und Anna Schudt zwei erstklassige Schauspieler Texte zum Festivalmotto „Revolution“ vor. Nico Holonics (Berliner Ensemble) sprach und spielte „Die Blechtrommel“ (Günter Grass) mit einer Einführung und unter szenischer Leitung von Oliver Reese (Intendant des Berliner Ensembles). 2022 lasen die Schauspielerinnen Mechthild Großmann aus „Maria Stuart“ (Stefan Zweig) und Caroline Peters aus der „Kreutzersonate“ (Leo Tolstoi). Bei einer szenischen Lesung präsentierten sechs Schauspielerinnen und Schauspieler Woody Allens „Mittsommernachts-Sex-Komödie“.
Für die Spielzeit 2024 konnten die Veranstalter erneut zwei bekannte Schauspielerinnen gewinnen: Claudia Michelsen und Suzanne von Borsody gaben Marlene Dietrich und Frida Kahlo eine Stimme. Bianca Lammert, William Mang und Harald Schwaiger lesen aus „Achtsam Morden“ (Karsten Dusse) und Stefan Schießleder und Julia Nachtmann präsentieren Auszüge aus „Der Name der Rose“ (Umberto Eco). Dr. Schlager alias Ingo Grabowsky erzählt vom Fernweh im deutschen Schlager und wurde dabei musikalisch begleitet von der Marilyn Boadu Band und dem Saxophonisten Ralf Kiwit.

### Intendanz
1996-2016: Wolfgang Kühnhold
2016-2018: Arno Paduch
seit 2019: Harald Schwaiger

## Spielstätten
Als Spielstätten werden historische und neue Räume innerhalb der Klosteranlage genutzt.

### Neuer Schafstall
Im Zuge der Säkularisation (1803) wurde das Kloster Dalheim aufgelöst und fortan landwirtschaftlich genutzt. Ein Zeugnis dieses Betriebs ist der 1829 errichtete Neue Schafstall, den der Dalheimer Sommer heute als Spielstätte für Schauspiel, Lesungen und Konzerte nutzt. Direkt am Klosterteich im Tal der Anlage gelegen, ergänzt das rund 65 Meter lange Bauwerk den klösterlichen barocken Wirtschaftshof. Massive Bruchsteinmauern und eine Doppelreihe zwölf hölzerner Säulen prägen bis heute sein Aussehen. In den Sommermonaten wird die Musik- und Theaterscheune für das Festival mit moderner Veranstaltungstechnik ausgerüstet. Der Neue Schafstall bietet Platz für circa 300 Zuschauerplätze.

### Klosterkirche
Die spätgotische Dalheimer Klosterkirche stammt aus der Gründungszeit des Klosters Dalheim und wurde von 1460 bis 1470 errichtet: „dem Herrn zum Wohlgefallen“, wie es in einer Inschrift am Gebäude heißt. Sie ist seit jeher ein Ort der Musik im (ehemaligen) Kloster Dalheim. Der turmlose, gestreckte Saalbau misst eine Länge von rund 52 Metern und wird durch einen Lettner in Chor und Langhaus geteilt. Im kleineren Chor fanden einst die Augustiner-Chorherren ihren Platz, Laienbrüder und Bedienstete im westlichen Langhaus. Konzerte finden heute überwiegend im Langhaus der Kirche statt. Aufgrund ihrer besonderen Akustik wird die Klosterkirche insbesondere zur Aufführung geistlicher Musik als Ort stimmungsvoller Veranstaltungen genutzt. Die Klosterkirche bietet Raum für circa 240 Plätze.

### Vortragsraum
Einst allein den Ordensleuten vorbehalten, lädt die historische Klausur heute dazu ein, der Faszination und dem Alltag des klösterlichen Lebens nachzuspüren. Im einstigen Speisesaal der Dalheimer-Chorherren, dem heutigen Vortragsraum, finden während des Dalheimer Sommers Kammerkonzerte und Lesungen statt. Heute ist der knapp 120 m² große Raum geprägt von einer modernen Architektur und 12 großformatigen Gemälden. Der Vortragsraum bietet Platz für ca. 120 Plätze in drei Preiskategorien.

### Klostergarten
Seit dem frühen Mittelalter sind Gärten fester Bestandteil von Klöstern. Auch das Kloster Dalheim verfügte von Anfang an über weitläufige Gartenanlagen. Inmitten von Apfelbäumen und satten Wiesen lädt der Dalheimer Sommer traditionell mit einem Picknickkonzert zu musikalischer Unterhaltung unter freiem Himmel ein. Im Laufe der Geschichte zerstört, wurden die Dalheimer Klostergärten von 2006 bis 2010 nach historischem Vorbild wiederhergestellt. Der Konventgarten – einer von vier Gartentypen in Dalheim – besteht aus sechs Terrassen und erstreckt sich bis ins Tal der Anlage. Mit selbst mitgebrachten Picknickdecken, Gartentischen, Stühlen und Proviant machen es sich ca. 280 Besucher im oberen Bereich des Konventgartens gemütlich und frönen dem kulinarischen und musikalischen Freiluft-Vergnügen.